# Memorial Philippe Van Coningsloo
Das Memorial Philippe Van Coningsloo ist ein belgisches Eintagesrennen, das zu Ehren von Philippe Van Coningsloo ausgetragen wird. Es startet in Wavre und endet in Rijmenam.
Philippe Van Coningsloo war ein belgischer Radrennfahrer, der 1992 bei einem Radrennen an einem Herzinfarkt starb. Seit 1993 wird dieses Rennen zu seinen Ehren gefahren und seit 2013 ist es Teil der UCI Europe Tour. Dort ist es in der UCI-Kategorie 1.2 angesiedelt.
Der Rekordsieger ist Gediminas Bagdonas aus Litauen, der dieses Rennen zweimal gewann.

## Sieger
- 2024 - keine Austragung -
- 2023  Gianluca Pollefliet
- 2022  Cameron Scott
- 2021 - keine Austragung -
- 2020 - keine Austragung -
- 2019  Gerben Thijssen
- 2018  Gustav Höög
- 2017  Yves Coolen
- 2016  Timothy Dupont
- 2015  Robin Stenuit
- 2014  Rob Ruijgh
- 2013  Michael Vink
- 2012  Gediminas Bagdonas
- 2011  Andrew Fenn
- 2010  Dries Hollanders
- 2009  Gediminas Bagdonas
- 2008  Stijn Joseph
- 2007  Frederiek Nolf
- 2006  Kevin Maene
- 2005  Hans Dekkers
- 2004  Bart Heirewegh
- 2003  Frederik Veuchelen
- 2002  Peter van Agtmaal
- 2001  David Mays
- 2000  Gert Claes
- 1999  Raimondas Vilčinskas
- 1998  Gianni Rivera
- 1997  Geert Verdeyen
- 1996  Romeo Hernandez
- 1995  Pascal Triebel
- 1994  Koen Heremans
- 1993  Gert Van Brabant